# 52 Pułk Piechoty (Cesarstwo Niemieckie)
52 Pułk Piechoty im. von Alvenslebena (6 Brandenburski) (niem. Infanterie-Regiment von Alvensleben (6. Brandenburgisches) Nr. 52) – pułk piechoty niemieckiej. 
Sformowany 5 maja 1860  jako 12 kombinowany pułk piechoty (12. kombiniertes Infanterie-Regiment).
Garnizonami pułku były: Cottbus (pol. Chociebuż) oraz Crossen (pol. Krosno Odrzańskie).

## Historia
Oddział ten kontynuował tradycje pruskiego Infanterie-Regiment Nr. 52, który to powstał w 1740 w Magdeburgu. Kantonem dla regimentu były niewielkie miejscowości w rejonie Magdeburga. Od 1742 do 1806 stacjonował w Kłodzku a trzy kompanie w Srebrnej Górze.
Pułk walczył pod Rawką i oblegał Warszawę w 1794. Potem od 1806 stacjonował w Gdańsku pod dowództwem Joachima von Reinharta.
30 stycznia 1807 dowództwo nad pułkiem objął Carl Friedrich von Hamberger, by od 7 marca do 24 maja 1807 brać czynny udział w obronie obleganego Gdańska. III batalion tego pułku przebywał do grudnia 1807 w Twierdzy Grudziądz.
Wiosną 1914 był w strukturze 5 Dywizji Piechoty.
W wyniku mobilizacji, w sierpniu 1914 pułk osiągnął gotowość bojową i w składzie 10 Brygady Piechoty został wysłany na front zachodni.
Na stopie wojennej pułk liczył początkowo 3287 żołnierzy i dysponował 53-osobowym sztabem. Jego trzon stanowiły trzy bataliony piechoty liczące etatowo po 1079 żołnierzy. Te dzieliły się na cztery trzyplutonowe kompanie. Ponadto pułk posiadał organiczną kompanię karabinów maszynowych. W kolejnych latach w armii cesarskiej następowała restrukturyzacje wojsk. Wprowadzono nowy model „dywizji wz. 1915”. Zgodnie z jej etatem, pozostawiono w pułku 97-osobową kompanię karabinów maszynowych z 15 kaemami, ale liczebność batalionu piechoty zmniejszono do 650 żołnierzy. Słabszym liczebnie batalionom dodano jednak kompanię karabinów maszynowych, a w 1917 pluton granatników i pluton moździerzy.

## Schemat organizacyjny
- III Korpus Armijny – Berlin
  - 5 Dywizja Piechoty – Frankfurt nad Odrą
    - 10 Brygada Piechoty – Frankfurt nad Odrą
      - 52 pułk piechoty im. von Alvenslebena (6 Brandenburski) - (Infanterie-Regiment von Alvensleben (6. Brandenburgisches) Nr. 52), Cottbus (Chociebuż) oraz Crossen (Krosno Odrzańskie)